# Franz Melde
Franz Melde (11 mars 1832 - 17 mars 1901) est un physicien et professeur d'université allemand. Il est l'auteur d'une expérience consacrée aux ondes stationnaires produites sur une corde tendue, connue sous le nom d'expérience de Melde.

## Biographie
Franz Melde naît le 11 mars 1832 à Großenlüder dans l'arrondissement de Fulda en Hesse. Il est titulaire d'une thèse doctorale en physique publiée en 1859.
Professeur de physique à l'université de Marbourg, il succède en 1864 au mathématicien Christian Ludwig Gerling. Après son rattachement à la Prusse, l'université connaît une forte expansion. Melde met sur pied le laboratoire de physique de l'université et se consacre à la mécanique des fluides, la météorologie et l'acoustique. Musicien amateur, il s'intéresse aux figures de Chladni, et mesure la fréquence de notes très aiguës. Ses recherches sur les ondes stationnaires l'amènent à la découverte du phénomène de résonance paramétrique : il couple pour cela un diapason à une corde vibrante, le diapason ayant une fréquence fondamentale exactement double de celle de la corde. Il reçut la médaille d'argent de l'industrie lors de l'Exposition universelle de 1893 en hommage à la précision de ses instruments de mesure.
Mais il est surtout connu par l'expérience de la « corde de Melde », laquelle montre les conditions d'apparition des ondes stationnaires mais permet aussi la mesure de la vitesse d'une onde transversale et met en évidence l'interférence de deux ondes mécaniques.
Il fut élu membre de l'Académie Leopoldina en 1885. Franz Melde meurt le 17 mars 1901 à Marbourg.

## Ouvrages
- Ueber einige krumme Flächen, welche von Ebenen parallel einer bestimmten Ebene durchschmittsfigur einen Kegelschnitt liefern, 1859 (thèse doctorale)
- Über Erregung stehender Wellen eines fadenförmigen Körpers, Poggendorffs Annalen der Physik und Chemie (Serie 2), vol. 109, 1859, p. 193-215 [Production d'ondes stationnaires sur des cordes]
- Das Monochord und Farbenspectrum, 1864 [La monocorde et le spectre des couleurs]
- Experimentaluntersuchungen über Blasenbildung im Kreisförmig cylindrischen Röhren, 1868 [Études expérimentales sur la formation de bulles dans les tubes cylindriques circulaires]
- Akustik: Fundamentalerscheinungen und Gesetze Einfach Tönender Körper, 1883 [Acoustique : phénomènes fondamentaux et lois simples des corps]
- Theorie und Praxis der astronomischen Zeitbestimmung, 1876 [Théorie et pratique de la mesure du temps astronomique]
- Chladni's Lebe und Wirken, 1868 [Vie et œuvre de Chladni]
- Die wolkenlosen Tage, beobachtet in den Jahren 1866 bis 1894 an der meteorologischen Station Marburg, 1895 [Jours sans nuage observé à la station météorologique de Marburg de 1886 à 1894]